# Vamos tirando
Vamos tirando es el tercer disco de Platero y Tú, grabado en los estudios Box de Madrid en marzo de 1993 y editado por DRO el 30 de abril de 1993. Ángel Muñoz "El Reverendo" toca el hammond en Bobo y Mírame, y el piano en No me hagas soplar; Jose D.R.O. canta en Tras la barra, y un grupo de amigos entre los que se cuenta Ventura Rico (el técnico de grabación del disco) grabaron los coros de Mari Madalenas y Bobo. En este disco Fito Cabrales canta por primera vez en euskera, versionando el tema de Hertzainak Rock & Rolla batzokian ("Rock and roll en el batzoki").

## Lista de canciones
| N.º | Título                    | Escritor(es)                        | Duración |  |
| 1.  | «A un tipo listo»         | Iñaki Antón / Fito Cabrales / Jesús | 5:16     |  |
| 2.  | «Esta noche yo haría»     | Iñaki Antón / Fito Cabrales         | 3:17     |  |
| 3.  | «No me hagas soplar»      | Iñaki Antón / Fito Cabrales         | 3:16     |  |
| 4.  | «Marabao»                 | Iñaki Antón / Fito Cabrales         | 3:16     |  |
| 5.  | «Lo que os merecéis»      | Fito / Iñaki                        | 2:23     |  |
| 6.  | «R&R Batzokian»           | Josu Zabala                         | 5:19     |  |
| 7.  | «Bobo»                    | Iñaki / Fito                        | 3:05     |  |
| 8.  | «Mari Madalenas»          | Iñaki / Fito                        | 3:44     |  |
| 9.  | «Tras la barra»           | Iñaki Antón / Fito Cabrales         | 3:13     |  |
| 10. | «Me dan miedo las noches» | Juantxu / Jesús / Iñaki / Fito      | 3:58     |  |
| 11. | «Mírame»                  | Juantxu / Jesús / Iñaki / Fito      | 5:16     |  |
| 12. | «No estoy loco»           | Iñaki / Fito                        |          |  |

## Sencillos
De este álbum se extrajeron en el mismo año de su publicación los siguientes sencillos:
- Mari Madalenas, edición en vinilo, conteniendo el tema Mari Madalenas
- Esta noche yo haría, edición en vinilo, conteniendo el tema Esta noche yo haría
- No me hagas soplar, edición en CD, conteniendo los temas No me hagas soplar y R&R batzokian
- Tras la barra, edición en CD, conteniendo los temas Mari Madalenas, Esta noche yo haría y No voy más lejos (una versión en directo de un tema de Leño grabado en directo en Arceniega (Álava) el 5 de septiembre de 1993)